# 1952 în artă
← 1949 în artă — 1950 în artă — 1951 în artă ——  1952 în artă  —— 1953 în artă — 1954 în artă — 1955 în artă →
1952 în artă implică o serie de evenimente:

## Premii

### Premii oriunde
- Premiul Archibald – Archibald Prize -
- Premiul Beck's Futures – Beck's Futures -
- Premiul Hugo Boss – Hugo Boss Prize –
- Premiul John Moores Painting - John Moores Painting Prize -
- Premiul Turner – Turner Prize –

## Filme
Informații suplimentare: 1952 în film

## Decese
- 1 ianuarie
- 19 ianuarie
- 31 ianuarie
- 6 februarie  —
- 10 martie —
- 3 septembrie —
- 10 septembrie —
- 3 noiembrie —
- 15 noiembrie –
- 12 decembrie

## Galerie de imagini

Lucrări reprezentative
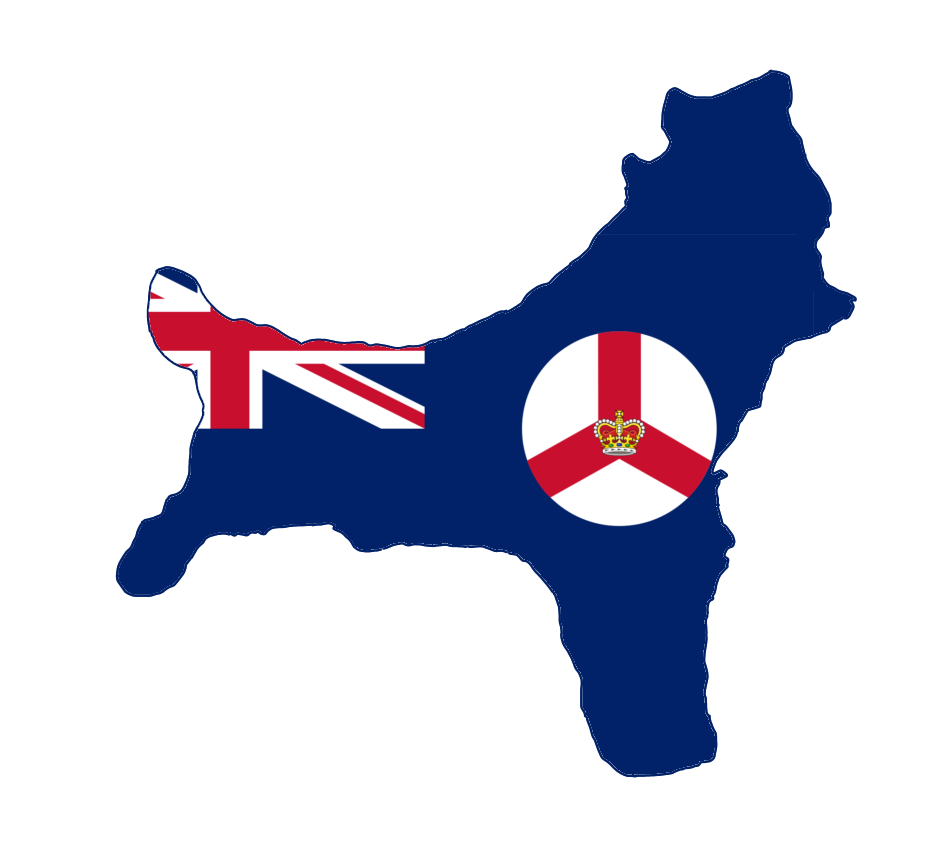
Steagul Insulei Crăciunului,  Australia în perioada 1952 - 1958
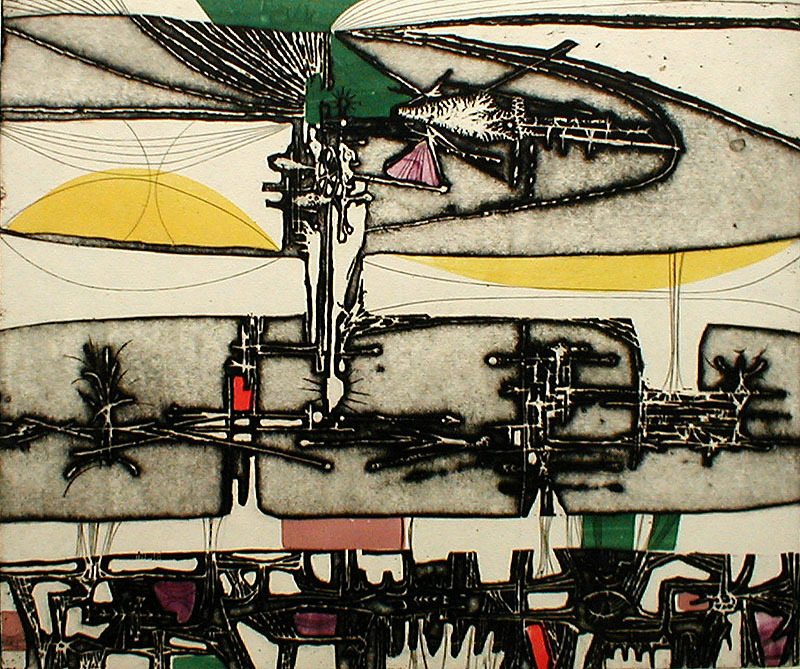
1952 – Portofolio (Portfolio of Prints) de Gabor Peterdi (în engleză Spawning-III,1952)
1952 – Harta politică a statului american Massachusetts, după alegerile guvernatorului statului, indicând votul fiecărei municipalități